# Giennadij Litawrin
Giennadij Grigorjewicz Litawrin (ur. 6 września 1925, zm. 6 listopada 2009 w Moskwie) – rosyjski historyk, mediewista, bizantynolog, badacz dziejów Słowian Południowych i stosunków rusko-bizantyńskich. 

## Życiorys
W latach 1954–1955 pracował na Wydziale Historii Uniwersytetu Moskiewskiego. W okresie 1955–1968 był pracownikiem Instytutu Historii ZSRR. Od 1968 profesor Instytutu Slawistyki Rosyjskiej Akademii Nauk (w latach 1983-2002 dyrektor zakładu historii średniowiecza). Od 1987 dyrektor Centrum Badań nad Bizancjum tamże. Od 1994 roku członek Rosyjskiej Akademii Nauk (członkiem korespondentem Radzieckiej Akademii Nauk od 1987), członek Bułgarskiej Akademii Nauk (1989). Był wiceprezesem Association Internationale des Études Byzantines.

## Wybrane publikacje
- Очерки истории Византии и южных славян. М.: Учпедгиз, 1958. 2-е изд. СПб.: Алетейя, 1998. (В соавторстве с А. П. Кажданом).
- Болгария и Византия в XI—XII вв. М.: Издательство АН СССР, 1960.
- Как жили византийцы. М.: Наука, 1974. 2-е изд. СПб.: Алетейя, 1997. 3-е изд. СПб.: Алетейя, 2006, 2014.
- Византийское общество и государство в X—XI вв. Проблемы истории одного столетия: 976—1081 гг. М.: Наука, 1977.
- Византия и славяне (сборник статей). СПб.: Алетейя, 1999.
- Византия, Болгария, Древняя Русь (IX — начало XII в.). СПб.: Алетейя, 2000.